# Hamburská kultura

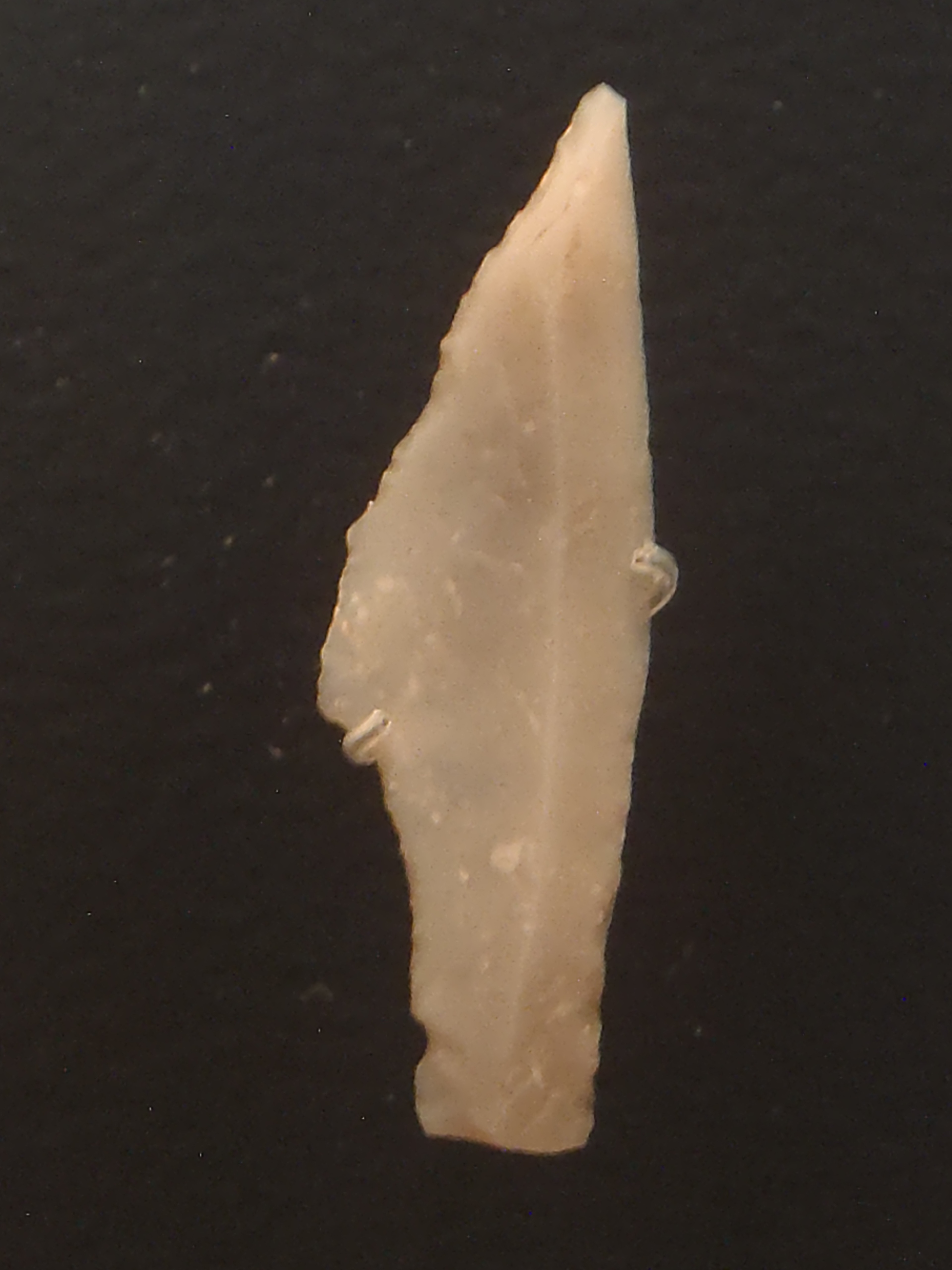
Pazourkový hrot šípu z dánského Bjerlev Hede, hamburská kultura, cca 12 500 př. n. l.

Hamburská kultura byla archeologická kultura mladého paleolitu, která existovala na území severozápadní Evropy přibližně v letech 13 000 až 11 800 př. n. l. Její počátky jsou spojeny s oteplováním na konci poslední doby ledové. Je typická velkými pazourkovými čepelemi a artefakty ze sobích parohů a kostí. Hamburská kultura byla současná pozdnímu magdalénienu ve Francii a střední Evropě, a byla následována kulturou Federmesser, která byla následována ahrensburgienem.
Kulturu objevili němečtí archeologové Alfred Rust a Gustav Schwantes v letech 1932 až 1934 na nalezišti Meindorf, na území dnešního Hamburku. Následně bylo odhaleno nejvýznamnější naleziště této kultury v nedalekém Stellmooru. Velké množství nalezených artefaktů přiřazených k této kultuře a také kultuře Ahrensburgien, která obývala podobné území o něco později, pomohlo výrazně rozšířit znalosti o mladém paleolitu v severozápadní Evropě.
Hamburská kultura se dělí na starší, klasickou, fází a pozdější spojenou s nalezištěm Havelte v severním Nizozemsku. Starší fáze byla nalezena v severním Nizozemsku, severním Německu a Polsku; mladší v severním Nizozemsku, Šlesvicku-Holštýnsku, Dánsku, jižním Švédsku a části Spojeného království.